# 迪瓦德縣 (北達科他州)
迪瓦德县（英語：Divide County）是位於美國北達科他州西北角的一個縣，北鄰加拿大馬尼托巴，西鄰蒙大拿州。面積3,352平方公里。根據美國2000年人口普查，共有人口2,283人。縣治克羅斯比 （Crosby）。
成立於1910年12月9日。縣名的來源可能是來自當地為北冰洋和大西洋的分水嶺或紀念由威廉斯縣析出。